# Tolet
Pour le cardinal François Tolet, voir Francisco de Toledo.

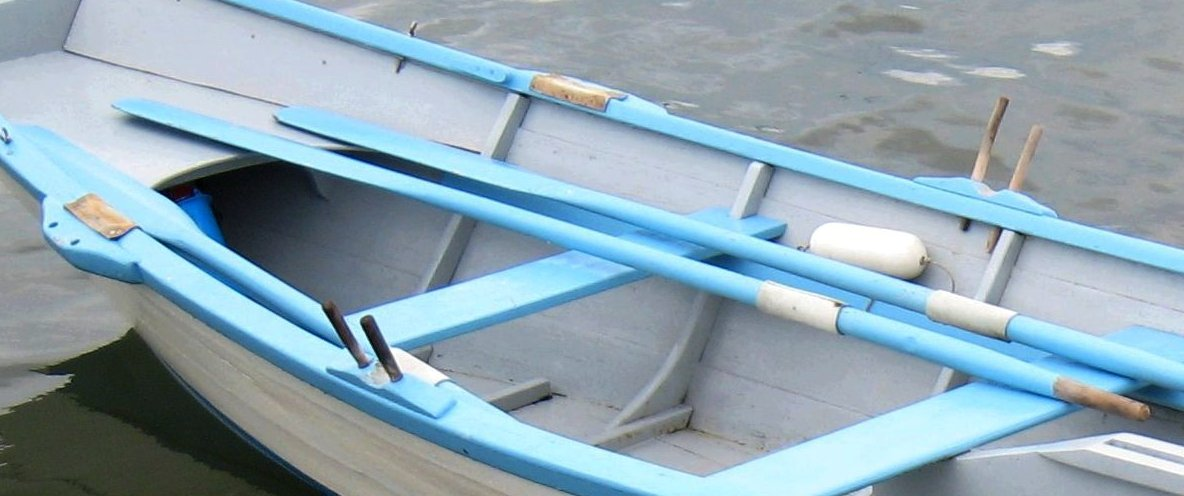
Doubles tolets sur un doris

Un tolet est une tige en fer ou en bois que l'on enfonce de la moitié de sa longueur sur le plat-bord d'une embarcation, dans un renfort nommé toletière, pour servir de point d’appui à l’aviron.

## Présentation
Le tolet sert à retenir une estrope fixée au manche de l'aviron et à appuyer celui-ci pendant la nage. Des doubles tolets font office de dames de nage et permettent de manœuvrer l'aviron sans erseau. Le tolet est quelquefois appelé échaume (peu usité)